# Загорянський-Кисіль Аполлінарій Сергійович
Аполлінарій Сергійович Загорянський-Кисіль — російський віце-адмірал чорноморського флоту родом з дворян Херсонської губернії народився 2 липня 1848 р. у родині капітан-лейтенанта, згодом відомого миколаївського віце-адмірала, Сергія Фадейовича Загорянського-Киселя.

## Історія Життя
22 грудня 1866 вступив юнкером в Балтійський флот, але через два місяці переведений на Чорноморський флот і в 1867–1868 роках ходив по Чорному морю на імператорськыї яхті «Тигр». У 1869–1871 роках ходив на фрегаті «Пересвіт» по Баллтійське море/Балтійському морю, а на корветі «Левиця» по Чорному морю.
3 листопада 1876, призначений у 1-у Чорноморську партію, 7 листопада виступив до неї з Миколаєва сухопутним походом. Навесні-влітку того ж року ходив на мінних катерах по річці Дністер і брав участь в мінних постановках на річках Прут і Дунай. Командував десантом, у складі трьох офіцерів, півсотні стрільців і десяти матросів, переправившись через Дунай на турецьку сторону в речет, де перешкоджав турецьким стрільцям стріляти по російським судам ставившим мінні загородження.
У 1882–1885 роках на корветі «Скобелєв» брав участь в навколосвітній подорожі і в експедиції до берегів Америки.
26 квітня 1899 призначений командиром броненосця берегової оборони «Адмірал Сенявін», на якому в 1899–1901 роках плавав у Фінській і Ризькому затоках і по Балтійському морю. 6 квітня 1903 Аполлінарій Сергійович був переведений в чин контр-адмірала.

## Життя на Миколаївщині
З 26 квітня 1904 року по 2 січня 1906 обіймав посаду командира Миколаївського порту і градоначальника міста Миколаєва. 23 січня 1906 Аполлінарій Сергійович був переведений в чин віце-адмірала зі звільненням від служби.
Помер ймовірно в 1917 р.